# إد روث
إد روث (بالإنجليزية: Ed Roth) هو فنان أمريكي، ولد في 4 مارس 1932 في بيفرلي هيلز في الولايات المتحدة، وتوفي في 4 أبريل 2001 في مانتي في الولايات المتحدة.

## وصلات خارجية
- إد روث على موقع EncyclopediaOfSurfing.com (الإنجليزية)